# Operacja Odporna Wiosna
Operacja Odporna Wiosna  – ogólnopolska operacja przeciwkryzysowa realizowana przez Wojska Obrony Terytorialnej w okresie pandemii COVID-19. Rozpoczęła się 18 marca 2020 roku i była pierwszą operacją tego rodzaju prowadzoną przez WOT na tak szeroką skalę. Jej głównym celem było przeciwdziałanie skutkom kryzysu epidemicznego oraz wsparcie lokalnych społeczności, systemu ochrony zdrowia i administracji publicznej. .

## Geneza
W marcu 2020 r. minister obrony narodowej wydał decyzję o udziale Sił Zbrojnych RP, w tym WOT, w działaniach kryzysowych związanych z epidemią SARS‑CoV‑2. Od 18 marca WOT prowadziły operację „Odporna Wiosna”. Jej celem było wsparcie systemu ochrony zdrowia i społeczności lokalnych Polska, poprzez łagodzenie skutków kryzysu i wzmocnienie odporności społecznej poprzez działania w obszarach takich jak izolacja, wsparcie medyczne, logistyka i pomoc potrzebującym.

## Podjęte działania[3]
W ramach operacji „Odporna Wiosna” WOT podejmował nastepujące działania:
- dostarczali żywność i leki osobom objętym kwarantanną oraz seniorom,
- wspierali logistycznie placówki medyczne i domy pomocy społecznej,
- brali udział w transporcie i dystrybucji środków ochrony osobistej,
- prowadzili kontrolę temperatury i ewidencję osób na granicach województw oraz w szpitalach,
- wspierali działania Policji, Straży Granicznej i PSP w zakresie egzekwowania zasad izolacji i bezpieczeństwa.

## Wsparcie psychologiczne WOT[4]
W ramach działań WOT uruchomiono szereg inicjatyw zwiększających odporność społeczeństwa. Jedną z nich był telefon wsparcia psychologicznego obsługiwany przez psychologów z tej formacji.  Od 18 marca do 31 maja pod bezpłatnym numerem telefonu 800-100-102 dyżurowali profesjonalni psychologowie. Z porad przeznaczonych dla osób samotnych, starszych, źle znoszących izolację, czy odczuwających stan wzmożonego zagrożenia związanego z epidemią koronawirusa skorzystało dotychczas 5815 osób.

## Zaangażowane siły[5]
Do operacji zaangażowano wszystkie brygady Wojsk Obrony Terytorialnej (WOT), działające na terenie 16 województw. Łączna liczba żołnierzy uczestniczących w działaniach przeciwkryzysowych wyniosła 16, tysiąca co stanowiło wówczas 70% całej formacji.
W ogólną liczbę 16,5 tysiąca wliczono:
- żołnierze terytorialnej służby wojskowej (TSW), stanowiący trzon WOT,
- żołnierze zawodowi pełniący służbę w WOT,
- ochotnicy – powoływani na podstawie art. 55 ustawy o powszechnym obowiązku obrony,
- rezerwiści, w tym osoby z przeszkoleniem medycznym i logistycznym,
- grupy wsparcia medycznego utworzone z żołnierzy posiadających kwalifikacje ratowników, pielęgniarek oraz techników medycznych,
- żołnierze innych rodzajów Sił Zbrojnych RP (w tym wojsk lądowych i wojsk inżynieryjnych) – głównie do wsparcia logistycznego i transportowego,
- zespoły Grupy Zarządzania Kryzysowego Dowództwa WOT, koordynujące działania na poziomie krajowym i wojewódzkim.

## Znaczenie operacji[6]
„Odporna Wiosna” była pierwszym przypadkiem zastosowania WOT jako komponentu wsparcia w czasie ogólnokrajowego kryzysu zdrowotnego. Operacja potwierdziła zdolność formacji do działania w warunkach zagrożenia niemilitarnego oraz do natychmiastowego reagowania w sytuacjach wymagających wsparcia ludności cywilnej. Stanowiła również punkt wyjścia dla kolejnych operacji kryzysowych realizowanych przez WOT w następnych etapach pandemii.